# Sten Looström
Sten Looström, född 15 februari 1904, död 15 juli 1966, var en svensk skådespelare. 

## Filmografi (urval)
- 1954 – Två sköna juveler
- 1955 – Hoppsan!
- 1955 – Flicka i kasern
- 1955 – Enhörningen
- 1956 – Sceningång
- 1956 – Främlingen från skyn